# La Main d'Obéron
Pour les articles homonymes, voir Obéron.
La Main d'Obéron (titre original : The Hand of Oberon) est un roman de fantasy publié en 1979, le quatrième du cycle des Princes d'Ambre de l'écrivain américain Roger Zelazny. Il fait suite au roman Le Signe de la Licorne.

## Résumé
Corwin, Random et Ganelon, parvenus jusqu’à la Marelle originelle d’où sont issus tous les univers d’Ambre découvrent que la grande tache qui couvre une partie du dessin provient du sang d’un prince de la maison d’Ambre. Un atout percé d’un poignard retrouvé au centre de la Marelle montre que Martin, le fils de Random, a visiblement été victime d’un attentat et que c’est son sang qui a partiellement détruit le dessin. En examinant la carte, Corwin soupçonne Brand d’être le dessinateur de l’atout de Martin mais n’en souffle mot à Random. Les trois compagnons retournent alors auprès de Bénédict, qui leur apprend comment Martin a fait autrefois son apprentissage avec lui avant d’aller explorer les Ombres. Random décide alors de partir en Ombre avec Bénédict pour tenter de retrouver son fils.
De retour à Ambre, Corwin décide de tenter quelque chose. Retournant dans le cachot qui l’avait tenu prisonnier pendant des années (voir tome 1), Corwin inspecte les murs et retrouve le dessin par lequel Dworkin, qui l’avait aidé à s’évader, s’était lui-même enfui. En empruntant cette porte magique, Corwin se retrouve dans le bureau de Dworkin, face à ce dernier qui le prend pour Obéron. Décidant de ne pas le détromper, Corwin lui pose de nombreuses questions mais les réponses sont déroutantes. Dworkin lui révèle qu’il est le père d’Obéron et qu’il ne fait qu’un avec la Marelle, et pense que cette dernière est si endommagée qu’il vaut mieux la détruire pour en retracer une nouvelle, ce qui détruirait également le monde tel qu’il est. Partageant apparemment le point de vue d’Obéron, Corwin insiste pour apprendre comment réparer la Marelle actuelle. Dworkin, ayant enfin percé à jour son identité, lui explique qu’il lui faut pour cela le Joyau du Jugement. Après quoi, il lui ordonne de partir immédiatement car il est sur le point de se métamorphoser en quelque chose de terrifiant. Corwin a tout juste le temps de se saisir d’un paquet d’Atouts et de se téléporter à travers le premier qu’il trouve – dans les Cours du Chaos.
Sur place, Corwin découvre que la Route Noire part de ce monde étrange situé à l’extérieur des Ombres et plus ancien qu’Ambre elle-même. Il retourne alors en Ambre et retrouve Bénédict, qui s’est fait greffer le bras artificiel que Corwin avait ramené de Tyr-Na Nog’th. Au palais, Corwin a une nouvelle conversation avec Brand et interroge ce dernier sur l’atout de Martin. Brand avoue être l’auteur du coup de poignard sur le fils de Random : cela faisait partie du plan conçu avec Bleys et Fiona pour permettre a leurs alliés du Chaos de traverser les Ombres par la Route Noire. Brand prévient Corwin que Bleys est toujours vivant et que lui et Fiona préparent une nouvelle invasion d’Ambre. Il lui propose de les tuer mais Corwin refuse.
Corwin retrouve alors Ganelon et Bénédict et s’entretient avec ce dernier qui désire mettre au point un plan de contre-attaque dans les terres du Chaos grâce à l’atout de Dworkin. Gérard arrive et leur apprend que Brand a disparu et que des traces de sang ont été retrouvées dans sa chambre. Les soupçons de Gérard se portent immédiatement sur Corwin et un nouveau duel à mains nues s’engage entre les deux frères, mais Corwin parvient à s’échapper grâce à l’intervention de Ganelon qui réussit contre toute attente à maîtriser le colosse.
Corwin part alors en Ombre pour rechercher le Joyau du Jugement qu’il avait laissé sur Terre. En traversant la forêt, il est sauvé de justesse des griffes d’une bête monstrueuse par l’intervention de son frère Julian et de ses chiens de chasse. Corwin apprend alors de Julian certains détails au sujet de la prise du trône par Eric, de la lutte entre le groupe d’Eric et celui de Bleys, Fiona et Brand et de la façon dont les deux groupes se sont servis tour à tour de Corwin dans leurs plans. Il lui révèle également que Brand possède des pouvoirs extraordinaires et très dangereux et qu’il peut à volonté se déplacer directement à travers Ombre sans atout.
De retour sur Terre, Corwin part à la recherche du Joyau et apprend de son ami Bill qu’un homme correspondant à la description de Brand est lui aussi dans les parages. Corwin contacte alors Gérard et lui explique la situation, puis lui demande de protéger la Marelle d’Ambre et celle d’Erbma de façon à empêcher Brand de les traverser avec le Joyau et d’acquérir les pouvoirs magiques de la pierre. Fiona contacte Corwin à son tour et lui confirme que Brand est en possession du Joyau ; elle lui révèle également que Brand est bien à l’origine de la tentative d’assassinat dont Corwin a été victime, et lui assure qu’il est le véritable allié des forces du Chaos. Redoutant qu’il ne traverse la Marelle Originelle, Corwin et Fiona se rendent alors sur place et découvrent Brand en train de parcourir le tracé. Corwin se lance à son tour sur la Marelle et parvient à contraindre Brand à interrompre sa tentative et à s’enfuir. Revenu en Ambre, Corwin rencontre Martin que Random vient de retrouver. Le jeune homme lui apprend comment Brand a tenté de le tuer et comment Dara l’a retrouvé et l’a soigné.
Sur les conseils de Ganelon, Bénédict est envoyé pour surveiller la Marelle de la cité céleste de Tyr-Na Nog’th qui apparaît dans le ciel à des dates précises. Brand apparaît effectivement et réussit à s’approcher suffisamment de Bénédict pour le paralyser grâce au pouvoir du Joyau. Triomphant, il explique ses plans machiavéliques pour effacer l’ancienne Marelle afin de retracer la sienne propre, ce qui lui donnerait tout pouvoir sur l’univers d’Ambre. Corwin, en contact avec son frère par atout, assiste impuissant à toute la scène. Alors que tout semble perdu, le bras mécanique de Bénédict s’anime subitement et saisit Brand à la gorge avant de l’étrangler. Brand se dégage mais la main mécanique lui arrache le Joyau. La cité céleste disparaît alors et Corwin est obligé de ramener Bénédict grâce à son atout, tandis que Brand tombe dans le vide. Corwin et Bénédict découvrent alors l’identité de celui qui les a aidés en secret et contactent Obéron… qui répond aussitôt, sous les traits de Ganelon !